# イーゴリ・マルケヴィチ
イーゴリ・ボリソヴィチ・マルケヴィチ（ロシア語: И́горь Бори́сович Марке́вич, ラテン文字転写: Igor Markevitch, ウクライナ語: Ігор Борисович Маркевич, ラテン文字転写: Ihor Markevych, 1912年7月27日 - 1983年3月7日）は、ロシア帝国（現・ウクライナ）生まれ、スイス育ちの作曲家・ピアニスト・指揮者。マルケヴィッチとも表記。弟のドミートリ・マルケヴィチは音楽学者・チェリスト、息子のオレグ・カエターニは指揮者。

## 略歴
キエフ生まれだが、1914年に家族に連れられスイスに移る。楽才をアルフレッド・コルトーに注目され、1926年にコルトーに連れられパリに行き、ナディア・ブーランジェのもとで作曲家やピアニストとして薫陶を受ける。また、指揮者のヘルマン・シェルヘンに師事し、その現代音楽への取り組みに感銘を受けている。さらに、シェルヘンと並んでアルトゥーロ・トスカニーニも模範としており、その独立した両手の使い方に影響を受けた。なお、マルケヴィチは自身の弟子にその独立を基本原則として教えている。
1928年にセルゲイ・ディアギレフの知遇を得るが、若い頃のレオニード・マシーンに似ていた当時のマルケヴィチはディアギレフの最後の恋人となったといわれる。1929年に《コンチェルト・グロッソ》がパリで初演されたことにより、作曲家として認知されるようになる。バルトークはマルケヴィチのことを「現代音楽では最も驚異的な人物」であると評し、自身の創作に感化を受けたと言ったという。ストラヴィンスキーと名前が同じだったことから、『イーゴリ2世』の異名を取る。1936年、ヴァーツラフ・ニジンスキーの娘キュラと結婚するが、1947年に離婚。
マルケヴィチは18歳でアムステルダム・コンセルトヘボウ管弦楽団を指揮して、指揮者としてのデビューを果たしている。指揮者としてのマルケヴィチは、世界的にフランス音楽やロシア音楽のレパートリーで非常に尊敬されており、とりわけチャイコフスキーやムソルグスキーの解釈は評価が高い。また、ストラヴィンスキーや新ウィーン楽派のような20世紀音楽の演奏でも知られている。ベートーヴェンの交響曲全曲も得意のレパートリーだった。正規音源のほかにも、ベートーヴェンの交響曲第2番と第7番のライブ音源あるいはロマン派から近代にかけてのオーケストラ音楽の放送用録音(その中には日フィルとの春の祭典が含まれる)も数多く遺されている。
指揮者としてのレコーディングは、1950～1960年代にドイツ・グラモフォン、フィリップス、EMIレーベルで、ベルリン・フィルハーモニー管弦楽団、シンフォニー・オブ・ジ・エアー、常任指揮者を務めていたラムルー管弦楽団、ロンドン交響楽団、フィルハーモニア管弦楽団、フランス国立放送管弦楽団などと行ったものが知られている。また、ピアニスト、クララ・ハスキルと共演したモーツァルトやショパンの協奏曲の録音が名高い。フルーティスト、オーレル・ニコレがベルリン・フィル在籍中に同オーケストラと録音したチマローザの《2本のフルートのための協奏曲》もマルケヴィチが指揮している。
1942年に病気を患い、以降作曲の筆を折る。その後イタリアに定住して1947年に市民権を取得している。同年にイタリア女性トパツィア・カエターニと再婚（オレグは彼女との間に生まれた子である）。第二次世界大戦中はパルチザン運動に身を投じた。1953年にはロンドンに転居し、1965年よりスペイン放送交響楽団で活動した。
1960年に旧日本フィルハーモニー交響楽団を客演し、ストラヴィンスキーの春の祭典などで当時の楽壇に強烈な印象を残した。以降度々来日し、最晩年にもNHK交響楽団などを指揮した。ダニエル・バレンボイムをはじめ、日本人では湯浅卓雄や高関健など、彼に師事した指揮者も多い。
1983年にアンティーブにて心臓発作のため急死。70歳没。

## 教育活動
ヴォルフガング・サヴァリッシュ、アレクサンダー・ギブソン、ヘルベルト・ブロムシュテット、ダニエル・バレンボイムらを指導した。特に9歳のバレンボイムについては、ピアノ演奏を聴いてバレンボイムの父に「息子さんのピアノは実に素晴らしいが、弾き方からすると、息子さんはまぎれもなく指揮者です」と語った。マルケヴィチは、バレンボイムはピアノをやめて指揮に専念するべきだと思ったが、バレンボイムの父は息子がピアニストとして成長しながら指揮を学ぶべきと考えたため、議論になった。なお、結局ダニエル・バレンボイムは指揮者としてもピアニストとしても活動することになった。
マルケヴィチは生徒に暗譜で指揮するよう指導しており、リハーサルにおいても暗譜が求められた。弟子の1人であるブロムシュテットは、マルケヴィチについて「素晴らしい教育者」と称賛している。また、バレンボイム曰く、マルケヴィチが教えた指揮法の要点は、不必要な動きを取り除くこと、奏者の注意を散らすことにしかならない身振りを排除することだったという

## 主要作品一覧
マルケヴィチは、第二次世界大戦開戦までは「恐るべき子供たち」の1人として、また「ディアギレフの息子」の1人として、早熟な青年作曲家と見なされていた（ディアギレフの息子とは、ディアギレフ主宰のロシア・バレエ団からの委嘱作品によって衝撃的なデビューを果たした、ストラヴィンスキー、プロコフィエフ、ドゥケリスキーのことである。ただし「息子たち」が必ずしも互いに仲が良かったわけではない）。マルケヴィチの管弦楽作品全集が、マルコ・ポーロから全8巻でリリースされている。

### 音楽作品
- Noces, suite for piano (1925)
- Sinfonietta in F major (1928-9)
- Piano Concerto (1929)
- Cantate for soprano, male chorus & orchestra (1929–30) (text by Jean Cocteau)
- Concerto Grosso (1930)
- ピアノと小オーケストラのための《パルティータ Partita 》 (1930–31)
- Serenade for violin, clarinet and bassoon (1931)
- Rébus, ballet (1931)
- Cinéma-Ouverture (1931)
- Galop for 8 or 9 players (1932)
- バレエ音楽《イカルスの飛翔 (1932); recomposed as Icare (1943)
- Hymnes for orchestra (1932–33) (revised version 1980 with ad lib contralto and extra movement orchestrated from No. 3 of Trois poèmes of 1935)
- Petite suite d’apres Schumann for small orchestra (1933)
- Psaume for soprano and small orchestra (1933)
- 合唱と管弦楽のためのオラトリオ《失楽園》 (1934–35) (text by Markevitch after John Milton)
- Trois poèmes for high voice and piano (1935) (texts by Cocteau, Plato, Goethe); No.3 orchestrated 1936 as Hymne à la mort, incorporated 1980 into Hymnes for orchestra
- Cantique d’amour for orchestra (1936)
- Le nouvel âge, sinfonia concertante for orchestra with 2 pianos (1937)
- La Taille de l’homme, 'concert inachevée' for soprano and 12 instruments (1938–39, unfinished, but Part I complete and performable)
- Stefan le poète, 'impressions d’enfance' pour piano (1939–40)
- ソプラノと管弦楽のための協奏交響曲《偉大なるロレンツォ》, (1940) (texts by Lorenzo de Medici)
- ピアノのための《ヘンデルの主題による変奏曲、フーガとアンヴォワ》[11] (1941, 藤井一興によって世界初録音)
- Le Bleu Danube, valse de concert on themes by Johann Strauss (1944)
- 6 Songs of Mussorgsky arranged for voice and orchestra (1945)
- The Musical Offering, BWV 1079 by Johann Sebastian Bach arranged for triple orchestra (1949–50)

### 著書
- Made in Italy, souvenirs, 1940
- Point d'orgue, entretiens avec Claude Rostand, 1959
- Être et avoir été, mémoires, Gallimard, 1980, 512 p (30 pages d'introduction en lecture libre ).
- Le Testament d'Icare, essai philosophique, Grasset, 1984, 189 p.

### 理論
- 『ベートーヴェンの交響曲～歴史的・分析的・実践的研究』 Die Sinfonien von Ludwig van Beethoven: historische, analytische und praktische Studien （ペータース社、ライプツィヒ、1982年)